# Obereopsis atriceps
Obereopsis atriceps là một loài bọ cánh cứng trong họ Cerambycidae.